# 셀레노트랜스퍼레이스
셀레노트랜스퍼레이스(영어: selenotransferase)는 셀레늄 원자에 작용하는 전이효소이다.
예로는 L-세릴-tRNASec 셀레늄 전이효소가 있다.

## 같이 보기
- 전이효소 (EC 2)
- 셀레늄